# Victoraș Iacob
Victoraș Constantin Iacob (n. 14 octombrie 1980, Râmnicu Vâlcea, județul Vâlcea) este un fotbalist român, în prezent retras din activitate. Este cunoscut pentru activitatea sa ca atacant al echipei Fotbal Club FCSB, fiind golgheterul ei în cupele europene în sezonul 2005-2006, cu opt goluri. La Fotbal Club FCSB a obținut un titlu de campion, o supercupă, o calificare în semifinalele Cupei UEFA și o calificare în Liga Campionilor. Ca fotbalist, a fost un vârf masiv de careu, cu o bună lovitură de cap, marcând prin acest procedeu o mare parte din goluri.
A jucat în cinci meciuri pentru naționala de tineret a României și a mai fost de-a lungul vremii sub contract cu echipe românești ca Rocar București, Universitatea Craiova, FC Național, Oțelul Galați, Rapid București, CS Otopeni, Concordia Chiajna și FC Universitatea Cluj. Iacob a strâns 183 de meciuri pe prima scenă a fotbalului românesc, înscriind 49 goluri (cele mai multe, 13, în sezonul 2004-2005). A mai activat în Germania, la FC Kaiserslautern și în Grecia, la Iraklis Salonic, unde a terminat al treilea în clasamentul golgheterilor din Superliga Greciei, sezonul 2010-2011, cu 11 goluri, la Aris Salonic și la Niki Volos. După retragere l-a susținut pe Răzvan Burleanu la alegerile pentru președinția Federației Române de Fotbal (FRF), fiind numit ulterior de acesta în Comisia Tehnică a Federației.

## Biografie
S-a născut în Râmnicu Vâlcea, fiind al treilea din cinci copii. Provine dintr-o familie de sportivi cu un frate mai mare, Iulian, care a fost handbalist și arbitru, și alte trei surori, handbaliste. Surorile mai mari, Monica și Maria, au jucat la Oltchim Râmnicu Vâlcea și Toulouse, iar sora cea mică, Luiza, a jucat pentru Rapid. A fost impresariat de Dumitru Tudor și Traian Gherghișan. Are studii medii și a urmat cursurile Universității Romano-Americane, specializarea management-marketing, timp de un semestru. A avut o relație de lungă durată cu Anca, și cu asistenta de televiziune Eva Kent, pe când era la Iraklis. Deține un apartament cu trei camere în cartierul Latin din Prelungirea Ghencea, pentru care a plătit 100.000 de euro, o casă la Vâlcea și a deținut un Audi TT. A fost poreclit Janker în perioada când juca pentru Rocar București, deoarece avea o frizură asemănătoare celei purtate de Carsten Jancker. Conform lui, calitățile sale principale sunt ambiția și forța.

## Cariera ca fotbalist

### Rocar București
Și-a început activitatea la echipa Chimia Râmnicu Vâlcea din localitatea natală, iar la vârsta de șaisprezece ani a luat parte timp de un an la un trial al echipei Celta Vigo. Iacob și-a început cariera de fotbalist profesionist la AS Rocar București, debutând în Divizia A la data de 4 decembrie 1999, într-un meci cu FC Argeș, pierdut cu scorul de 3–1, unde l-a avut ca antrenor pe Dumitru Dumitriu. În această perioadă a fost selecționat la lotul național de juniori UEFA 1999, antrenat de Vasile Aelenei și joacă cinci meciuri pentru echipa națională de tineret a României, pentru care a debutat într-un meci cu reprezentativa similară a Lituaniei, disputat la data de 2 septembrie 2000 și câștigat de români cu scorul de 3-0. În sezonul 1999-2000 a punctat de două ori, golul victoriei din minutul 83 din partida cu Oțelul jucată la 3 martie 2000 și pe 22 aprilie 2000, în minutul 85 al partidei cu Farul, scor 2-0. În Divizia A 2000-2001 a marcat tot două goluri, unul pe 11 noiembrie 2001 în minutul 37 al meciului cu Gloria Bistrița, câștigat de bucureșteni cu scorul de 4-3, și un altul în ultima etapă a sezonului, într-un meci pierdut pe terenul Universității Craiova cu scorul de 1-3, marcând golul de onoare în minutul 52.
Cu el pe teren Rocarul a ajuns în finala Cupei României, sezonul 2000-2001. Meciul s-a terminat cu scorul de 4-2 pentru Dinamo București, Iacob intrând din postura de rezervă în minutul 61. În cei doi ani petrecuți la formația bucureșteană, Iacob a marcat patru goluri în treizeci de meciuri. În 2001, AS Rocar București a retrogradat în Divizia B, iar patronul echipei, Gigi Nețoiu, a preluat Universitatea Craiova, aducând la Craiova mai mulți jucători printre care și Iacob.

### Universitatea Craiova
În timp ce juca la Universitatea Craiova, Iacob a marcat trei goluri în 15 meciuri. Pe 24 septembrie 2001 înscrie primul gol pentru craioveni dintr-o foarfecă, în minutul 88 al partidei cu Rapid, încheiată cu scorul de 2-2, după ce a fost introdus pe teren în minutul 77. În meciul disputat pe stadionul celor de la FC Brașov, din 8 aprilie 2002, Iacob a marcat un gol cu capul din careul mic după ce mingea a ricoșat din piciorul lui Octavian Cocan. A suferit o accidentare în octombrie, fiind operat în Belgia, accidentare care l-a ținut departe de teren pentru o parte a parte a sezonului.
Ultimul gol marcat pentru echipa din Bănie a fost cel cu capul din minutul 68 al meciului cu Astra Ploiești, după ce a fost introdus la pauză de către antrenorul Florin Marin, meci disputat la data de 25 mai 2002 și câștigat de olteni cu scorul de 1-0. În ultimul meci jucat în Bănie, pe 1 iunie 2002 cu FC Național, Victoraș Iacob a făcut gesturi obscene în fața galeriei după primul gol marcat de Bărcăuan.

### FC Național
În 2003 a dat probe la Ujpest Budapesta, marcând un gol pentru formația maghiară într-un amical cu Vac Vlse. A debutat în preliminariile unei cupe europene la data de 5 august 2002, în meciul dintre Tirana și FC Național, scor 0-1. A mai intrat ca rezervă pe finalul dublelor manșe cu SC Heerenveen și Paris Saint-Germain, fără a marca. Antrenorul de atunci al bancarilor, Walter Zenga, a remarcat faptul că Iacob „e mare, dar n-are vână. E moale și lent, n-am ce face cu el. Păcat de fizicul lui.” La data de 7 decembrie 2002 înscrie un gol în minutul 90 al meciului cu Ceahlăul, pierdut de bancari în deplasare cu scorul de 1-3. La 8 martie 2003 înscrie un gol în minutul 74 într-un meci cu Farul, încheiat cu scorul de 0-5. Pe 15 martie 2003 înscrie în minutul 80 ultimul gol al partidei cu Sportul Studențesc, încheiată cu scorul de 5-1. Pe 19 martie 2003 a deschis scorul în minutul 27 al meciului cu UTA, câștigat de bancari cu scorul de 2-1. Ajunge pentru a doua oară în finala Cupei României, fiind integralist până în semifinale, când nu a fost folosit, și a intrat în minutul 89 în ultimul act al competiției, care s-a încheiat cu scorul de 1-0 pentru Dinamo.

### Oțelul Galați și Rapid
Iacob a jucat în turul sezonului 2003-2004 pentru Oțelul Galați, care l-a cumpărat pentru 50.000 de euro, perioadă în care a fost golgheterul echipei. Președintele Galațiului de atunci, Nicolai Boghici, a declarat că Iacob „se antrena prin Parcul Herăstrău când l-am luat la Oțelul”. Marchează cu capul primul gol pentru Oțelul pe 23 august 2003, în victoria obținută în fața celor de la FC Brașov, scor 2-1. Pe 27 septembrie 2003 a marcat prima dublă din carieră în partida cu Politehnica AEK Timișoara, câștigată cu scorul de 4-1, oferind și o pasă de gol lui Mihai Guriță. În Cupa României 2003-2004 marchează pe 1 octombrie 2003 în minutul 90 al șaisprezecimilor cu Laminorul Roman, scor 2-0. A înscris și pe 4 octombrie, în al doilea minut al înfrângerii din deplasare cu Apullum Alba-Iulia. A înscris pentru a treia etapă la rând, de această dată golul egalizator în minutul 74 al partidei cu Ceahlăul.  Marchează și în sferturile Cupei României, pe 22 octombrie cu FC Național, meci câștigat cu scorul de 2-3, în care Iacob a marcat golul egalizator la 1 din penalty în minutul 67. Pe 22 noiembrie 2003 a deschis scorul în meciul din deplasare cu FC Național, profitând de o ieșire greșită a lui Cristi Munteanu, meci în care a ratat și o lovitură de la 11 metri și care s-a încheiat la egalitate, scor 1-1. Peste șase zile a marcat în minutul 38 singurul gol al partidei câștigate în fața Gloriei Bistrița.
După șapte goluri în campionat și două în cupă, Gigi Nețoiu și-a dat acordul pentru ca Iacob să joace în retur pentru Rapid București, care l-a achiziționat pentru suma de 100.000 $ și cu care a semnat un contract pe patru ani. Echipa era antrenată la acea vreme de Dan Petrescu, care a insistat pentru transferul său. Iacob nu a fost păstrat de Rapid, fiind fie accidentat, fie ținut mai mult ca rezervă, iar după cinci partide jucate în campionat s-a întors la Oțelul Galați, cu care a semnat un contract pe trei ani. În manșa tur a primei runde preliminare a Cupei UEFA 2004-2005, Iacob a oferit o pasă de gol în minutul 10 și a marcat al treilea gol al partidei în minutul 27, cu piciorul din 2 metri, și a fost înlocuit în minutul 70, partida fiind câștigată de gălățeni cu scorul de 4-0. A mai jucat în returul cu Tirana, 4-1, și în dubla manșă cu FK Partizan, 0-0 și 0-1, meciuri în care a fost integralist.
În Divizia A 2004-2005 a înscris 13 goluri. Primul gol l-a dat în etapa a șasea, pe 11 septembrie 2004 în minutul 8 al meciului cu Sportul Studențesc, scor 1-0. Pe 2 octombrie a marcat în un gol cu latul în minutul 78 în poarta Rapidului, meci încheiat tot cu scorul de 1-0, în urma căruia a declarat că „Gata, m-am răzbunat. Am suferit mult când am plecat din Giulești, dar acum simt o eliberare sufletească” și „Rapid m-a dat mult înapoi, a fost un regres plecarea mea de acolo, dar sper sa-mi revin.” Pe 13 octombrie 2004 a marcat un gol în minutul 27 al șaisprezecimilor Cupei României cu FC Botoșani, scor 1-0, lucru pe care l-a repetat pe 27 octombrie, în minutul 74 din turul sferturilor cu Farul din aceeași competiție, partidă pierdută cu scorul de 1-2. Oțelul a fost eliminată în sferturi, pentru că Farul avea să învingă și în retur, scor 2-0, Iacob cauzându-i lui Cristian Șchiopu o fractura la pomeți în minutul 45, fault pentru care a fost sancționat cu un galben. A punctat și în minutul 27 din meciul cu Dinamo din 6 noiembrie, câștigat de gălățeni cu scorul de 2-0. În retur a marcat în minutul 65 al remizei cu Brașovul din 3 aprilie 2005, scor 1-1, din nou cu Sportul pe 23 aprilie în minutul 57 al înfrângerii din deplasare, scor 2-3, urmată patru zile mai târziu de o dublă cu Gloria Bistrița, în minutele 15 și 18, cu al doilea din vole de la 25 de metri, încheind seria de goluri cu două hat-trickuri, cu Apullum Alba Iulia pe 13 mai ('11, '22, '53) și una în victoria din fața Universității Craiova din 11 iunie, scor 6-0, marcând în minutele 4, după ce a fentat portarul, 63, cu capul dintr-un corner și 78. Aceste performanțe au generat mai multe oferte din străinătate, dar i-au atras și atenția managerului Stelei, Mihai Stoica, care l-a adus gratis la echipa roș-albastră. Pe 23 iunie 2015 Iacob a semnat un contract pe trei ani, declarând că „Este un transfer pe care-l așteptam de mult. Sper să fiu «adoptat», așa cum s-a întâmplat și cu ceilalți fotbaliști craioveni. Sper să fac treabă bună aici și să am rezultate, astfel încât să confirm încrederea investită în mine de conducerea clubului”.

### Fotbal Club FCSB
A debutat la Fotbal Club FCSB într-un meci cu Shelbourne la data de 27 iulie 2005, contând pentru a doua rundă de calificare în Liga Campionilor, scor 0-0. Iacob a jucat și în meciul retur, care a avut loc la 3 august 2005 și care s-a încheiat cu scorul de 4-1 pentru fecesebiști, marcând în minutul 28 dintr-o minge respinsă de David Crawley în piciorul său drept. La pauză i s-a făcut rău și a fost schimbat; în urma meciului Mihai Stoica a declarat despre el că „Eram sigur că atât el, cât și Bănel Nicoliță vor fi pariuri câștigătoare. I-am urmărit mult și știam că au valoare”. Între cele două manșe joacă timp de 60 de minute în Supercupa României 2005 din 31 iulie 2005, pierdută de fecesebiști în fața lui Dinamo cu scorul de 2-3, marcând un gol cu capul în minutul 44. Primul meci jucat pentru Fotbal Club FCSB în sezonul 2005-2006 al Diviziei A a avut loc la data de 14 august 2005, meci în care Iacob și-a reîntâlnit fosta echipă și în care a deschis scorul cu capul, meciul terminându-se 4-0. Iacob a mai marcat patru goluri în acel sezon în campionat pentru Fotbal Club FCSB: unul la 28 august 2005 cu Oțelul Galați în minutul 57, meci încheiat cu scorul de 4-0, o dublă cu Farul pe 17 octombrie 2005, scor 4-1, cu unul din goluri marcate cu capul dintr-un corner executat de Dică, și un gol cu Sportul Studențesc în minutul 56 al partidei disputate la 20 noiembrie 2005.

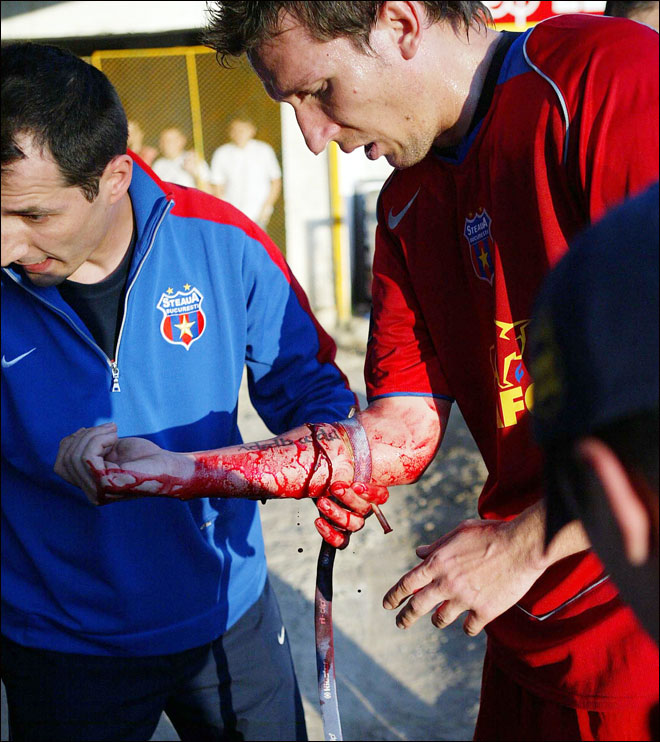
Mâna lui Victoraș Iacob după meciul cu Gloria Bistrița

Este integralist și marchează câte un gol din acțiune în ambele manșe ale turului III preliminar cu Rosenborg BK, care au avut loc la data de 10, respectiv 23 august 2005, și s-au încheiat cu scorul de 1-1, respectiv 2-3, rezultate în urma cărora Fotbal Club FCSB a părăsit calificările în Liga Campionilor și a ajuns în ultimul tur preliminar al Cupei UEFA. Primul gol marcat de Iacob în Cupa UEFA a fost cel cu capul din meciul cu Vålerenga, care s-a jucat pe 14 septembrie 2005. În primul meci din grupele Cupei UEFA, cel cu RC Lens din 28 octombrie 2005, Iacob a deschis scorul în minutul 13 cu o lovitură de cap, dintr-o minge centrată de Mihai Neșu, și i-a dat două pase de gol lui Nicolae Dică în minutele 43 și 63. Pe 30 noiembrie 2005, tot în grupe, Fotbal Club FCSB o învinge pe Halmstads BK cu scorul de 3-0, Iacob marcând ultimul gol al partidei în minutul 72 dintr-o pasă dată de Mirel Rădoi. În returul șaisprezecimilor cu SC Heerenveen din 15 februarie 2006, dă o pasă de gol lui Sorin Paraschiv în minutul 78, meci care s-a încheiat cu scorul de 3-1 pentru Fotbal Club FCSB. După meciul cu Betis, din turul optimilor cu Betis Sevilla, antrenorul FCSBului de atunci, Cosmin Olăroiu, a declarat „Am avut ceva probleme pe faza de construcție și, datorită presiunii create de Betis, nu am reușit sa ieșim din apărare si am fost obligați sa-l angajam pe Victoraș Iacob, care a făcut o partida buna si a câștigat multe dueluri cu adversarii săi.” În manșa retur a optimilor cu Betis Sevilla din 16 martie 2006, Iacob a marcat încă un gol cu capul din 6 metri în minutul 78, dintr-o centrare dată de Dică de pe partea stângă. Pe 29 martie 2006 a primit Medalia „Meritul Sportiv” clasa a II-a cu o baretă din partea președintelui României de atunci, Traian Băsescu, pentru că a făcut parte din lotul echipei Fotbal Club FCSB care obținuse până la acea dată calificarea în sferturile Cupei UEFA 2005-2006. Nu a jucat în dubla cu Rapid din sferturile Cupei UEFA din cauza unei accidentări la claviculă cauzată de Ovidiu Burcă. A revenit în a doua manșă a semifinalei cu Middlesbrough, fiind înlocuit în minutul 65, iar cu Fotbal Club FCSB pierzând cu scorul de 4-2. În acest meci a jucat nefiind complet refăcut, cu finanțatorul Stelei declarând că „Boștină și Iacob trebuiau schimbați mai demult”.

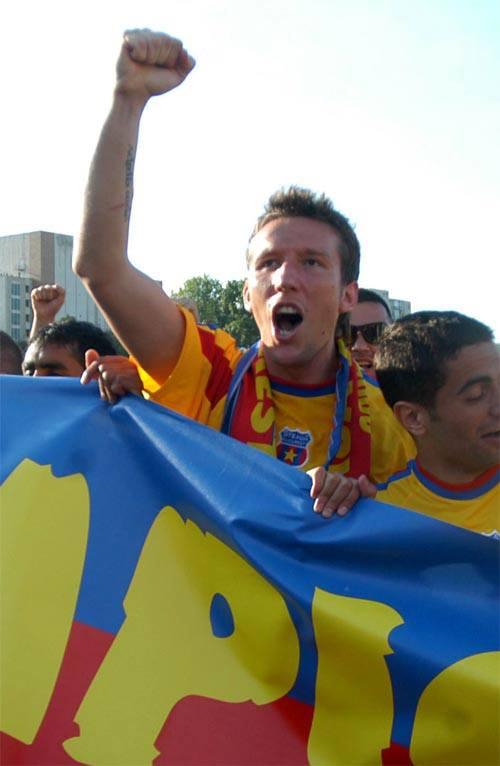
Victoraș Iacob sărbătorind pe 7 iunie câștigarea Diviziei A 2005-2006 de către Steaua

Într-un meci cu Bistrița din 6 mai 2006, pierdut de fecesebiști cu scorul de 1-0, a fost eliminat în minutul 89, meci în urma căruia Iacob și Rădoi au spart un geam și s-au tăiat la mână. La data de 26 mai a fost convocat la selecționata LPF, care a susținut trei meciuri. La finalul sezonului, Iacob câștigă singurul campionat din palmaresul său, urmat de celălalt trofeu din cariera sa, Supercupa României 2006, care s-a disputat la 22 iulie 2006 și care a fost câștigată de Steaua cu scorul de 1-0, cu Iacob jucând timp de un minut în finalul partidei.
În sezonul 2006-2007 Iacob a dat câte un gol cu în ambele manșe cu ND Gorica, contând pentru al doilea tur preliminar al Ligii Campionilor, care au avut loc la 26 iulie și 2 august 2006 și care s-au încheiat cu scorurile de 2-0 și 3-0. A marcat în prima manșă dintr-un corner executat de Boștină în minutul 65, iar în cea de-a doua manșă a reluat cu capul din opt metri în minutul 70 după un corner executat de Cristocea.
După cinci meciuri jucate, Iacob suferă o ruptură de menisc în partida cu Universitatea Craiova din 5 august 2006, care îl ține pe tușă timp de 27 de partide oficiale, în toate competițiile, ratând restul turului și meciurile din grupele Ligii Campionilor cu Dinamo Kiev, Lyon și Real Madrid, cu Fotbal Club FCSB terminând grupa pe locul al treilea. Revine după șapte luni într-un meci oficial cu UTA, disputat la 25 februarie 2007, meci în care i-a fost anulat eronat un gol pe motiv de offside. În dubla manșă din șaisprezecimile Cupei UEFA 2006-2007 Fotbal Club FCSB o întâlnește pe FC Sevilla, Iacob fiind rezervă în tur (0-2) și intrând timp de 14 minute în retur (0-1), fără a reuși să marcheze vreun gol. În minutul 97 al partidei Fotbal Club FCSB - Dinamo, scor 2-4, îi dă o pasă de gol lui Cyril Théréau. După ce nu marcase timp de un an și jumătate, reintră în formă la finalul sezonului, marcând șase goluri în ultimele șapte meciuri din campionat. În meciul cu CFR Cluj din 6 august 2007, scor 2-1, Iacob intră în minutul 26 și marchează patru minute mai târziu cu capul, în urma unui corner executat de Bănel Nicoliță. Pe 29 aprilie, în meciul cu Otelul Galați, a dat în minutul 50 un gol cu capul după o centrare dată de Marius Croitoru din lovitură liberă. Pe 9 mai 2007 a marcat cu Ceahlăul, după o cursă de 30 de metri, dintr-un șut din 12 metri, Pe 13 mai 2007 marchează o dublă cu FC National (3-0), primul din 10 metri în minutul 8, după ce Cristi Munteanu a respins greșit o minge trimisă din lovitură liberă de Nicoliță, iar al doilea în minutul 65, șut din marginea careului care s-a dus în vinclu. Marchează cu capul și în minutul 38 al ultimei partidă a sezonului, cea din 23 mai 2007 cu Jiul Petroșani.
Turul sezonului Liga I 2007-2008 avea să fie ultimul pentru Janker la FCSB. Nu joacă în meciurile de calificare în Liga Campionilor, fiind accidentat, însă revine în grupele competiției, jucând în meciurile tur Slavia Praga, Arsenal, meci în care a ratat o ocazie mare, despre care Arsène Wenger a declarat că a fost momentul care a schimbat soarta partidei, și în ambele partide cu FC Sevilla.
La 22 august 2007 este eliminat pentru a doua oară în carieră, primind al doilea cartonaș galben în minutul 74 al confruntării cu UTA Arad, după ce i-a dat un cot în figură lui Alin Chița. A marcat ultimele sale două goluri la FCSB într-un meci cu Mioveni, din 7 octombrie 2007, primul dintr-un șut de la 10 metri, iar al doilea, din ultimul minut al partidei, '90, dintr-o scăriță. La despărțirea de Fotbal Club a fost nemulțumit de criticile finanțatorului, care a declarat, printre altele „Iacob este un terminat. Îl mai dădeam eu afară de la Fotbal Club FCSB dacă era bun? Ca dovadă că s-a rupt după doar câteva meciuri. El este inutilizabil și vorbește de Fotbal Club FCSB. Eu nu fac afaceri proaste, Iacob nu mai avea cu ce să ne ajute.” și „Iacob o să ne lase, sare mingea din el... Eu, dacă mă legitimez, joc mai bine, dau și gol”. Iacob i-a răspuns „Dacă așa crede că trebuie să se comporte, e problema lui. Mi se părea mai corect să discute cu jucătorii față în față și să le spună ce crede, ca de la bărbat la bărbat. A urmărit să scape de mine. Am simțit că nu mai sunt apreciat, așa că am decis să plec, pentru că și eu voiam asta mai de mult, nu am fost dat afară” și „Nu meritam să fiu tratat așa după tot ce am făcut pentru acest club unde m-am dedicat trup și suflet. Nici eu, și nici alți foști coechipieri. [...] când am semnat contractul de joc, am semnat cu Fotbal Club FCSB, nu cu FC G.B.” A strâns 22 de meciuri în cupele europene pentru Fotnal Club FCSB, marcând de zece ori. În total, Iacob a marcat 24 de goluri în 71 de meciuri în toate competițiile pentru Fotbal Club FCSB.

### FC Kaiserslautern
La începutul anului 2008 a fost transferat de 1. FC Kaiserslautern, din 2. Bundesliga, pentru suma de 500.000 €, cu care a semnat un contract pe doi ani. Antrenorul de atunci al diavolilor roșii, Kjetil Rekdal, a declarat „Sunt bucuros ca am câștigat un fotbalist atât de bun. Este înalt, are 1,91 metri, fiind este exact tipul de jucător de care aveam nevoie”. A debutat pentru Kaiserslautern pe 1 februarie 2008, într-un meci cu Borussia Mönchengladbach. A jucat în doar două meciuri, fiind indisponibil pentru tot restul sezonului din cauza unei accidentări la menisc. La sfârșitul sezonului echipa a retrogradat, iar lui Iacob i-a fost reziliat contractul fără preaviz pe motiv că a lipsit nemotivat de la antrenamente și de la vizita medicală, lucru contestat de fotbalist în instanță. În urma acestei experiențe a declarat că „Pot spune că am trăit un calvar în Germania”, refuzând totodată oferte de la Oțelul și Tom Tomsk.

### CS Otopeni
În 2009 a ajuns la CS Otopeni din postura de jucător liber de contract, revenindu-și din accidentare după un an. În a cincea sa partidă pentru formația alb-albastră, cea cu Rapid București, pierdută cu scorul de 3-0, Victoraș Iacob a primit în minutul 87 un cartonaș roșu pentru o intrare la portarul Laurențiu Marinescu, în urma căreia a primit o suspendare de două etape și o amendă de 3000 de lei. În ultimele trei etape ale sezonului a dat cinci goluri pentru formația ilfoveană. Primul din ele l-a marcat pe 23 mai 2009, cu capul, într-o partidă cu Poli Iași încheiată cu scorul de 4-1. Peste o săptămână a fost autorul golului de onoare în înfrângerea cu Gloria Bistrița, scor 3-1, din 6 metri, tot cu capul. În ultima etapă a sezonului a reușit o triplă, primul gol în minutul 4, cu capul, al doilea în minutul 20, cu un șut în vinclu de la 16 metri și al treilea în minutul 50 cu un șut plasat, într-un meci câștigat cu 6-0 în fața Farului. A fost cel mai eficient jucător din sezonul 2009-2010, cu o medie de un gol la 65,6 minute.

### Iraklis Salonic
În vara lui 2009, Iacob a semnat un contract pe doi ani cu Iraklis cu un salariu de 150.000 de euro pe sezon, venind din postura de jucător liber de contract. Aici s-a reîntâlnit cu Nicolae Dică și cu antrenorul Oleg Protasov, care l-a antrenat și la Steaua și pe care îl consideră drept cel mai bun antrenor pe care l-a avut în cariera sa. Pe 28 august 2009 a marcat primul gol pentru Iraklis cu capul în minutul 26 al partidei cu Aris Salonic, încheiată la egalitate, scor 2-2. Pe 19 septembrie a marcat un gol cu dreptul în minutul 71 al partidei cu AE Larissa, scor 2-1. Pe 11 ianuarie 2010 marchează în minutul 88 din fața porții unicul gol al victoriei lui Iraklis obținută în fața celor de la Asteras Tripolis. În meciul cu Atromitos Atena din 22 noiembrie marchează un gol din acțiune cu piciorul stâng în minutul 54. Pe 20 decembrie 2009 îi oferă o pasă de gol lui Mauro Milano în minutul 81 al întâlnirii cu Skoda Xanthi, pierdută în deplasare cu scorul de 4-3. Pe 6 ianuarie 2010 marchează din fața porții un gol cu stângul în partida cu Panthrakikos, câștigată de Iraklis cu 3-1. Pe 30 ianuarie marchează cu capul în minutul 17 singurul gol din meciul cu AO Kavala, dintr-o centrare dată de Bogdan Mara. Pe 27 februarie 2010 marchează o dublă cu Asteras Tripolis, primul gol fiind dintr-un șut de la 18 metri în minutul 20, după o pasă de-a lui Mara, împingând mingea în poartă pentru cel de-al doilea gol. În aceeași partidă, câștigată în deplasare de Iraklis cu scorul de 4-0, a oferit și două pase de gol. La 21 martie 2010 marchează un gol din acțiune în minutul 65 în partida câștigată în fața celor de la GS Ergotelis cu 3-1. Pe 28 martie 2010 marchează un gol cu dreptul în minutul 27 al partidei cu PAS Giannina, scor 2-0. A marcat un gol și în minutul 59 al meciului cu Skoda Xanthi din ultima etapă a sezonului, care a avut loc la 18 aprilie și care a fost pierdut de Iraklis cu scorul de 2-4. În primul sezon la Iraklis a reușit 11 goluri în 24 de meciuri, fiind al treilea jucător ca număr de goluri din campionatul elen. A devenit unul dintre jucătorii preferați de fani, care i-au acordat premiul fanilor pentru cel mai bun jucător al echipei în sezonul 2009–2010. În aceeași perioadă a încasat cele mai multe cartonașe din carieră, nouă galbene și cinci roșii, depășind recordul de cartonașe roșii stabilit de Lefteris Velentzas, care a fost eliminat în sezonul 1997-1998 de patru ori. În 2010 i-a fost prelungit contract pe doi ani, cu o clauză de reziliere de un milion de euro.
În sezonul 2010-2011 a înscris numai trei goluri. Pe 20 septembrie 2010 îi oferă o pasă de gol lui Pitu în minutul 21 al meciului cu Panathinaikos, pierdut cu scorul de 2-4. Pe 23 decembrie 2010 marchează în minutul 87 golul egalizator din penalty în partida din Cupa Greciei cu AOK Kerkyra. Pe 9 ianuarie 2011 marchează singurul gol al partidei cu Atromitos cu capul, în minutul 45. Pe 5 martie 2011 a intrat pe teren în minutul 84 și a marcat ultimul gol pentru Iraklis trei minute mai târziu, cu dreptul după ce a driblat portarul, într-o partidă cu Aris Salonic, scor 1-0. A părăsit clubul din Salonic în mai 2011, care a retrogradat în eșalonul secund din cauza problemelor financiare și a falsificării unor documente contabile.

### Aris Salonic, Chiajna, Niki Volos
Pe 30 august 2011, Iacob a semnat un contract cu Aris Salonic, echipă pentru care joacă în opt meciuri, fără a marca vreun gol.
La 16 martie 2012, Iacob a semnat un contract pe șase luni cu Concordia Chiajna, unde a fost antrenat de Laurențiu Reghecampf și pentru care a debutat într-un meci de campionat cu Voința Sibiu, intrând în minutul 77 în locul lui Adi Rocha. La Chiajna strânge în total 78 de minute în trei partide, toate din postura de rezervă. Pe 30 august 2012 Iacob semnează cu formația elenă Niki Volos, nou-promovată în a Doua Ligă Greacă, pentru un salariu de 3000 de euro, formație pentru care a marcat un gol în zece meciuri, în partida cu AEL Kalloni din 15 octombrie 2012, câștigată în deplasare cu scorul de 2-0.
La 8 februarie 2013, Iacob a semnat un contract cu U Cluj, echipă pentru care a evoluat o săptămână mai târziu, timp de 15 minute într-un amical cu FK Vojvodina. Iacob nu a putut juca în niciun meci oficial pentru U Cluj din cauză că fostul său club, Niki Volos, nu i-a eliberat cartea verde.
Pe 15 iulie 2013 a devenit antrenor secund și jucător al echipei CSM Râmnicu Vâlcea, pentru care a marcat în câteva amicale, părăsind echipa după două săptămâni.

## Stil de joc și statistică
Atacant masiv, de careu, bun în jocul aerian, a îndeplinit rolul de pivot, pe care deseori erau trimise mingi lungi. A marcat o mare parte din goluri cu capul, în special în urma unor cornere. Statisticianul Sorin Arotăriței declara că este „bine făcut, înalt, [...] un atacant ideal, [...] foarte bun la duelurile aeriene.”
Pe vremea când juca la Oțelul, Ion Marin a declarat despre el că „Victoraș Iacob care poate constitui oricând un pericol prin gabaritul și tehnicitatea pe care le are.” Emeric Ienei considera că Steaua „avea omogenitate în exprimare cu el. E un punct forte al echipei, protejează foarte bine mingea, creează culoare pentru coechipieri.” Finanțatorul Stelei, George Becali, a declarat despre Iacob și Rădoi că „erau foarte montați, dădeau tonul agresivității în teren”, având o „răutate în sens pozitiv”. Iacob consideră că în perioada cât a fost antrenat de Protasov „avea libertate foarte mare pe faza ofensivă”. Gheorghe Craioveanu considera că Iacob este „un vârf masiv, care are capacitatea de a ține mingea la 16 metri pentru a crea superioritate.”
| Rocar București | 1999-2000     | 9   | 2  | ?  | ? | 0  | 0  | 9   | 2  | ?  | ? |
| Rocar București | 2000-2001     | 21  | 2  | 1? | ? | 0  | 0  | 22  | 2  | ?  | ? |
| Rocar București | Total         | 30  | 4  | ?  | ? | 0  | 0  | 31  | 4  | ?  | ? |
| Universitatea Craiova                                                                                               | 2001-2002     | 15  | 3  | 0  | 0 | 0  | 0  | 15  | 3  | 1? | ? |
| Universitatea Craiova                                                                                               | Total         | 15  | 3  | 0  | 0 | 0  | 0  | 15  | 3  | ?  | ? |
| FC Național | 2002-2003     | 27  | 4  | 5  | 0 | 6  | 0  | 38  | 4  | 4  | 0 |
| FC Național | Total         | 27  | 4  | 5  | 0 | 6  | 0  | 38  | 4  | 4  | 0 |
| Oțelul Galați | 2003-2004     | 14  | 7  | 3  | 2 | 0  | 0  | 17  | 9  | 5  | 0 |
| Oțelul Galați | Total         | 14  | 7  | 3  | 2 | 0  | 0  | 17  | 9  | 5  | 0 |
| Rapid București | 2003-2004     | 5   | 0  | 1  | 0 | 0  | 0  | 6   | 0  | 0  | 0 |
| Rapid București | Total         | 5   | 0  | 1  | 0 | 0  | 0  | 6   | 0  | 0  | 0 |
| Oțelul Galați | 2004-2005     | 28  | 13 | 3  | 2 | 4  | 1  | 35  | 16 | 9  | 0 |
| Oțelul Galați | Total         | 28  | 13 | 3  | 2 | 4  | 1  | 35  | 16 | 9  | 0 |
| FCSB | 2005-2006     | 22  | 5  | 1* | 0 | 15 | 8  | 38  | 13 | 5  | 1 |
| FCSB | 2006-2007     | 16  | 6  | 4* | 0 | 3  | 2  | 23  | 8  | 3  | 0 |
| FCSB | 2007-2008     | 7   | 2  | 1  | 0 | 4  | 0  | 12  | 2  | 2  | 1 |
| FCSB | Total         | 45  | 13 | 6  | 0 | 22 | 10 | 73  | 23 | 10 | 2 |
| Kaiserslautern | 2007-2008     | 2   | 0  | 0  | 0 | 0  | 0  | 2   | 0  | 1  | 0 |
| Kaiserslautern | Total         | 2   | 0  | 0  | 0 | 0  | 0  | 2   | 0  | 1  | 0 |
| CS Otopeni | 2008-2009     | 7   | 5  | 0  | 0 | 0  | 0  | 7   | 5  | 1  | 1 |
| CS Otopeni | Total         | 7   | 5  | 0  | 0 | 0  | 0  | 7   | 5  | 1  | 1 |
| Iraklis Salonic | 2009-2010     | 23  | 11 | 1  | 0 | 0  | 0  | 24  | 11 | 10 | 5 |
| Iraklis Salonic | 2010-2011     | 19  | 2  | 3  | 1 | 0  | 0  | 22  | 3  | 13 | 1 |
| Iraklis Salonic | Total         | 42  | 13 | 4  | 1 | 0  | 0  | 46  | 14 | 23 | 6 |
| Aris Salonic | 2011-2012     | 8   | 0  | 0  | 0 | 0  | 0  | 8   | 0  | 4  | 0 |
| Aris Salonic | Total         | 8   | 0  | 0  | 0 | 0  | 0  | 8   | 0  | 4  | 0 |
| Concordia Chiajna                                                                                                   | 2011-2012     | 3   | 0  | 0  | 0 | 0  | 0  | 3   | 0  | 0  | 0 |
| Concordia Chiajna                                                                                                   | Total         | 3   | 0  | 0  | 0 | 0  | 0  | 3   | 0  | 0  | 0 |
| Niki Volos | 2012-2013     | 7   | 1  | 3  | 0 | 0  | 0  | 10  | 1  | 1  | 0 |
| Niki Volos | Total         | 7   | 1  | 3  | 0 | 0  | 0  | 10  | 0  | 1  | 0 |
| Total carieră | Total carieră | 233 | 63 | 26 | 5 | 32 | 11 | 291 | 79 | 58 | 9 |
| * reprezintă câte un meci în Supercupa României. Ultima actualizare 18 ianuarie 2017. Surse: Romaniansoccer, RSSSF. |               |     |    |    |   |    |    |     |    |    |   |

## După retragere
În 2013 a urmat cursurile Școlii de Antrenori Ioan Kunst Ghermănescu din cadrul UNEFS. L-a susținut la alegerile pentru șefia Federației Române de Fotbal pe Răzvan Burleanu, care a apreciat onestitatea și faptul că Iacob s-a ținut departe de controverse, cooptându-l în martie 2014 în Comisia Tehnică FRF ca membru în Biroul pentru Promovarea Fotbalului, poziție din care și-a dat demisia la finalul anului 2015, declarând că nu se mai regăsește în ceea ce face la federație. În aceeași perioadă, în 2015 a urmat cursurile Institutului Johan Cruyff din Barcelona.
Spre sfârșitul mandatului lui Burleanu la FRF, Iacob a declarat, în octombrie 2017, că dorește să candideze pentru președinția federației la alegerile care urmau să aibă loc.

## Palmares
- Cu FCSB[4]
  - Divizia A: (1) 2005-2006
  - Supercupa României: (1) 2006
- Cu Rocar București[28]
  - Cupa României (finalist): 2000-2001
- Cu FC Național[4]
  - Cupa României (finalist): 2002-2003